# 6411 Tamaga
6411 Tamaga eller 1993 TA är en asteroid i huvudbältet som upptäcktes den 8 oktober 1993 av den australiensiske astronomen Robert H. McNaught vid Siding Spring-observatoriet. Den är uppkallad efter den brittiska astronomi tidningen The Astronomer.